# Argélia na Universíada de Verão de 2021
A Argélia participou da Universíada de Verão de 2021, que aconteceu em Chengdu, na China, entre 28 de julho e 8 de agosto de 2023.
Foram 44 atletas — 23 masculinos e 21 femininos — em três modalidades olímpicas e uma não olímpica — o wushu.

## Competidores
Estas foram as modalidades e atletas que disputaram a edição:
| Esporte   | Masculino | Feminino | Total |
| --------- | --------- | -------- | ----- |
| Atletismo | 8         | 7        | 15    |
| Judo      | 6         | 7        | 13    |
| Taekwondo | 5         | 3        | 8     |
| Wushu     | 4         | 4        | 8     |
| Total     | 23        | 21       | 44    |

## Medalhas

### Medalhistas
Estes foram os medalhistas desta edição:
| Medalha | Esporte   | Atleta                   | Prova                           |
| ------- | --------- | ------------------------ | ------------------------------- |
| Prata   | Atletismo | Oussama Cherrad          | Masculino – 1 500m              |
| Bronze  | Atletismo | Oussama Khennousi        | Masculino – Lançamento de disco |
| Bronze  | Atletismo | Oussama Cherrad          | Masculino – 800m                |
| Bronze  | Atletismo | Zine El Abidine Laggoune | Masculino – 800m                |

### Por modalidade
Estas foram as medalhas por modalidade nesta edição:
| Esporte   | Medalha de ouro | Medalha de prata | Medalha de bronze | Total de medalhas |
| --------- | --------------- | ---------------- | ----------------- | ----------------- |
| Atletismo | 0               | 1                | 3                 | 4                 |
| Total     | 0               | 1                | 3                 | 4                 |